# Arthur Berry
Arthur Berry, angleški nogometaš, * 3. januar 1888, Liverpool, Anglija, Združeno kraljestvo, † 15. marec, 1953, Liverpool.
Berry je igral za klube Liverpool, Fulham, Everton, Wrexham, Northern Nomads in Oxford City. Med letoma 1908 in 1913 je za britansko reprezentanco odigral štiriindvajset tekem, z reprezentanco je osvojil naslova olimpijskega prvaka na poletnih olimpijskih igrah v letih 1908 v Londonu in 1912 v Stockholmu.